# Dominique Risbourg
Pour les articles homonymes, voir Dominique.

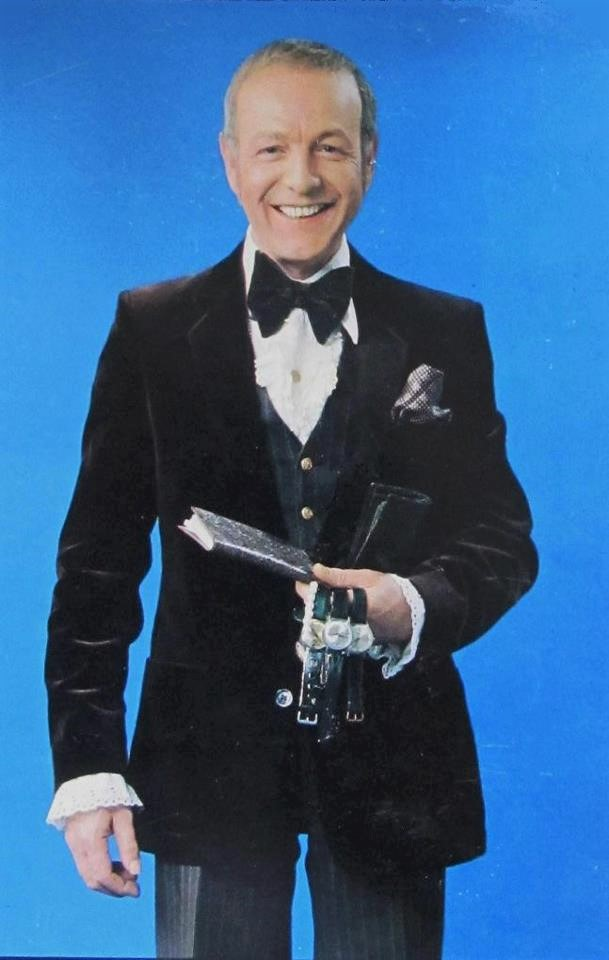
Dominique Risbourg

« Dominique », Dominique Risbourg de son nom véritable (né le 2 avril 1932 à Paris et mort le 2 février 2020 à Caen), fut un artiste de music-hall : magicien, manipulateur, ventriloque, il devint un très grand pickpocket de scène. 

## Biographie
Adolescent, il remporta de nombreux prix dans des concours de magie aux concours mondiaux FISM en 1948 à Lausanne et en 1950 à Barcelone en catégorie présentation (Who's Who in Magic, Bart Whaley[source insuffisante]). En 2009, l'Académie des Arts Magiques aux États-Unis lui remet le prix de la fraternité en reconnaissance de sa vie consacrée à la magie (S.A.M. 2009[source insuffisante]). 
Il fut comédien en jouant très tôt dans Poil de carotte de Jules Renard et On purge bébé au Théâtre de Chaillot à Paris et plus tard dans Dangereusement vôtre, un James Bond de 1985. 
Il travailla pendant plus de 40 années dans les théâtres et cabarets. Il débuta à 20 ans au French Casino de New York et Life Magazine lui consacra quatre pages en 1952. Puis, il fut engagé à Las Vegas ou il se produisit en vedette au Sands, Sahara, Flamingo, Desert Inn, New Frontier, El Rancho et de nombreuses fois au Stardust. Il fut engagé en Amérique du Sud, au Japon ou dans les revues du Lido de Paris. 
Son numéro de pickpocket eut de nombreuses versions. On voyait Dominique jouer de la guitare, puis s'éponger le front d'un petit mouchoir en papier qui se transformait en papillons qui voltigeaient pour disparaître dans le bouton d'une rose au bout du manche de sa guitare. Puis il allait dans la salle « dévaliser » le public de leur montre, portefeuille ou collier. Après avoir rendu ces objets à leurs propriétaires, il « volait » les cravates, bretelles des nombreux spectateurs venus sur la scène. Un autre numéro auquel son nom est attaché était un tour de magie sensationnel au cours duquel il changeait en chèvre une femme de l'assistance, tout en faisant les poches des spectateurs.

## Carrière
(juin 2012).
1951
- French Casino (New York), 5 mois avec Frank Sinatra et Sugar Ray Robinson.
- Latin Quarter (New York), 6 mois.

1952
- Sands (Las Vegas)
- Latin Quarter (New York). Copacabana (New York). French Casino (New York), 6 mois.

1953
- Riverside (Reno), 1 mois. Montréal (Canada). Algonquin Hotel (New York). Country Club (Beverly Hills). Sands (Las Vegas), 2 mois. Flamingo (Las Vegas).

1954
- Flamingo (Las Vegas). Savoy (Londres). Sporting Club (Monte Carlo). Caraibe Hilton (Porto Rico).

1955
- Dominique devient la première partie exclusive de Sammy Davis Junior, Sarah Vaughan, Shirley Bassey et tourne aux États-Unis et en Europe avec ces chanteurs.
- Palmer House (Chicago), Le Lido (Paris) 18 mois.

1956
- Olympia (Paris) avec Edith Piaf. Le Lido (Paris).

1957
- Tropicana (La Havane). Le Lido(Paris).

1958
- Buenos Aires avec Jane Russel. Le Lido (Paris).

1959
- Cerrillon's Club Siam (Miami).

1960-1970
- Casino Philips (Buenos Aires). Caraibe Hilton (Porto Rico) avec Sarah Vaughan. Latin Quarter (NY). Empire Room (Chicago).
- Olympia (Paris) avec Sammy Davis Junior.
- Plusieurs mois de tournée en Amérique du Sud. Le Lido (Paris). Théâtre Opéra (Paris) avec Juliette Gréco. Stardust (Las Vegas).
- Le France (Paquebot). Palmer House (Chicago).

1971-1975
- Last Frontier (Las Vegas). El Rancho (Las Vegas). Stardust (Las Vegas). Le Lido (Paris).
- Tournée au Japon de plusieurs mois. Flamboyan Hotel (Porto Rico).

1976-1980
- Hong-Kong. Copacabana (New York). Sands (Las Vegas). Riverside (Reno). Five O'Clock (Miami). Latin Quarter (New York). Ankara Night-Club (Pittsburgh). Moulin Rouge (Hollywood). Sun City (Afrique du Sud). Flamingo (Las Vegas).

1981-1990
- Le Lido (Paris). Tito's (Palma de Majorque). Sheraton "Follies Royale" (Miami). Festival «Juste pour Rire» (Montréal). Santiago du Chili. Cabaret des Champs-Elysées (Paris). NGK Theater (Japon). Olympia (Paris) «Festival de Magie».